# گنجشک زمینی کاکل‌زنگاری
گنجشک زمینی کاکل‌زنگاری (نام علمی: Melozone kieneri) نام یک گونه از تیره زردپره‌ایان است.